# .se
.se je vrhovna internetska domena (country code top-level domain - ccTLD) za Švedsku. Domenom upravlja .SE.

## Vanjske poveznice
- IANA .se whois informacija  Arhivirana inačica izvorne stranice od 21. kolovoza 2008. (Wayback Machine)